# Coironalia glyphicarius
Coironalia glyphicarius är en fjärilsart som beskrevs av Paul Mabille 1885. Coironalia glyphicarius ingår i släktet Coironalia och familjen mätare. Inga underarter finns listade i Catalogue of Life.